# Hon’inbō Shūsai
Hon’inbō Shūsai (jap. 本因坊秀哉; * 1874 in Tokio; † 18. Januar 1940) war ein japanischer professioneller Go-Spieler und der letzte Träger des Hon’inbō-Titels.
Sein eigentlicher Name war Tamura Hoju, bekannt war er außerdem als Tamura Yasuhisa. Er war der 21. und letzte Erbe des Hon’inbō-Hauses und der Nachfolger von Hon’inbō Shuei. 
1914 errang er den Meijin-Titel als zehnter Spieler nach dem ersten Honinbō. 1936 übertrug er den Hon’inbō-Titel an die Nihon Ki-in und zog sich vom Go zurück.
1938, im Alter von 64 Jahren, kehrte er zurück und spielte eine Partie gegen Kitani Minoru, die er mit 5 Punkten verlor. Diese Partie wurde später vom Literaturnobelpreisträger Yasunari Kawabata in seinem Werk Meijin (englischer Titel: The Master of Go) literarisch verarbeitet.